# Nick Schultz (Eishockeyspieler)
Nicholas Andrew „Nick“ Schultz (* 25. August 1982 in Strasbourg, Saskatchewan) ist ein ehemaliger kanadischer Eishockeyspieler, der im Verlauf seiner aktiven Karriere zwischen 1998 und 2017 unter anderem 1098 Spiele für die Minnesota Wild, Edmonton Oilers, Columbus Blue Jackets und Philadelphia Flyers in der National Hockey League auf der Position des Verteidigers bestritten hat. Seine größten Karriereerfolge feierte Schultz im Trikot der kanadischen Nationalmannschaft mit den Goldmedaillengewinnen bei den Weltmeisterschaften 2004 und 2007.

## Karriere
Der 1,83 m große Verteidiger begann seine Profikarriere bei den Prince Albert Raiders in der kanadischen Juniorenliga Western Hockey League, bevor er während des NHL Entry Draft 2000 an 33. Position in der zweiten Runde von den Minnesota Wild ausgewählt wurde.
Von den Wild wurde der Linksschütze zunächst bei den Cleveland Lumberjacks, einem Farmteam in der International Hockey League, eingesetzt, sehr schnell schaffte der Abwehrspieler jedoch den Sprung in den NHL-Kader des Franchises aus Saint Paul. 2003 stand der Kanadier im Team der Western Conference im NHL YoungStars Game, den Lockout in der Saison 2004/05 verbrachte er bei den Kassel Huskies in der Deutschen Eishockey Liga.
Nach der NHL-Spielzeit 2006/07 ließ sich Schultz als Free Agent aufstellen, da er sich erhoffte, einen Langzeitvertrag bei den Minnesota Wild unterzeichnen zu können. Nachdem dieses Vorhaben gescheitert war, unterschrieb der Kanadier dann schließlich einen Einjahresvertrag im Wert von 1,85 Millionen US-Dollar, der inzwischen auf sechs Jahre verlängert wurde.
Am 27. Februar 2012 transferierten ihn die Minnesota Wild im Austausch für Tom Gilbert zu den Edmonton Oilers. Zwei Jahre später, am 5. März 2014, tauschten ihn die Oilers gegen ein Fünftrunden-Wahlrecht von den Columbus Blue Jackets. In Columbus blieb Schultz allerdings nur drei Monate, da er bereits im Juli 2014 einen Einjahresvertrag bei den Philadelphia Flyers unterschrieb. Bei den Flyers absolvierte der Verteidiger in der Saison 2015/16 sein 1000. Spiel in der NHL.
Nach der Spielzeit 2016/17 verlängerten die Flyers seinen auslaufenden Vertrag nicht, sodass sich Schultz entschied seine aktive Karriere zu beenden.

### International
Mit der kanadischen Nationalmannschaft wurde Nick Schultz 2004 und 2007 Eishockey-Weltmeister, außerdem bestritt er die Weltmeisterschaft 2006. Da die Mannschaft bei der WM 2007 bei der Vergabe des Amts des Assistenzkapitäns rotieren ließ, durfte Schultz das „A“ im Finalspiel gegen Finnland tragen.
Für die Junioren bestritt der Linksschütze die U20-Weltmeisterschaften 2001 und 2002, bei denen das Team Canada die Bronze- bzw. die Silbermedaille gewinnen konnte.

## Erfolge und Auszeichnungen
- 2000 Teilnahme am CHL Top Prospects Game
- 2001 WHL West First All-Star Team
- 2003 Teilnahme am NHL YoungStars Game

### International
- 2001 Bronzemedaille bei der U20-Junioren-Weltmeisterschaft
- 2002 Silbermedaille bei der U20-Junioren-Weltmeisterschaft
- 2004 Goldmedaille bei der Weltmeisterschaft
- 2007 Goldmedaille bei der Weltmeisterschaft

## Karrierestatistik

### International
Vertrat Kanada bei:
| - U20-Junioren-Weltmeisterschaft 2001 - U20-Junioren-Weltmeisterschaft 2002 - Weltmeisterschaft 2004 | - Weltmeisterschaft 2006 - Weltmeisterschaft 2007 |

(Legende zur Spielerstatistik: Sp oder GP = absolvierte Spiele; T oder G = erzielte Tore; V oder A = erzielte Assists; Pkt oder Pts = erzielte Scorerpunkte; SM oder PIM = erhaltene Strafminuten; +/− = Plus/Minus-Bilanz; PP = erzielte Überzahltore; SH = erzielte Unterzahltore; GW = erzielte Siegtore; 1 Play-downs/Relegation; Kursiv: Statistik nicht vollständig)

## Privates
Schultz wuchs bei seiner Familie in Strasbourg in der Provinz Saskatchewan auf. Er hat zwei ältere Brüder, von denen Kris Schultz ebenfalls professionell Eishockey spielte, allerdings nur in den Minor Leagues Central Hockey League und United Hockey League. Ihr Cousin Jesse Schultz gab hingegen sein NHL-Debüt bei den Vancouver Canucks in der Saison 2005/06. Nick Schultz ist verheiratet und hat seit Oktober 2007 einen Sohn.